# Complicated
"Complicated" é o primeiro single da cantora canadense Avril Lavigne, contido em seu álbum Let Go (2002). A canção foi escrita por Avril e The Matrix (Scott Spock, Lauren Christy, e Graham Edwards). Recebeu a certificação de Disco de Platina Duplo na Austrália, por mais de 140 mil álbuns vendidos, segundo dados da ARIA, e foi premiada com Disco de Platina no Brasil, pela ABPD, pelos mais de 100 mil downloads pagos. O single permaneceu durante onze semanas consecutivas em primeiro lugar no Contemporary Hit Radio.
A revista Billboard criou uma lista dos 100 mais populares hits da década de 2000, no qual a canção "Complicated" atingiu a 83ª posição na categoria Hot 100, a 23ª na Pop Songs e Adult Pop Songs e a 89ª colocação na Radio Songs. Também foi colocada na 20ª posição na lista "As 500 melhores canções da história da música", da revista Blender.

## Antecedentes e lançamento
Depois de ter sido assinado com a Arista Records em novembro de 2000, após a autorização da CEO, gravadora de Antonio "L.A." Reid, Lavigne mudou-se para Nova York, com a ajuda de Reid. Lá, ela começou a trabalhar em seu álbum de estréia, Let Go, trabalhando com uma série de compositores e produtores. Durante seis meses, a gravadora colocou Lavigne com dois co-compositores, que trabalharam com ela sob acantando um reprtório que mesclava "baladas" e "música country". No entanto, a equipe falhou em apostar "em uma garota que acabaria cantora e guitarrista de rock". Durante um ano, nada estava funcionando para Lavigne e ela estava à beira de perder seu contrato com a Arista. A gerência a deu músicas escritas por outros compositores, mas ela se recusou grava-las, insistindo que queria cantar canções no qual ela mesma tivesse de alguma forma participado. Lavigne mudou-se para Los Angeles, onde trabalhou com o compositor-produtor Clif Magness, que lhe deu um amplo controle criativo no processo de composição. Lavigne e Magness escreveram "Losing Grip" e "Unwanted", músicas que ela considerou como reflexo sobre sua visão dentro do álbum inteiro. No entanto, Arista não estava entusiasmada com as músicas carregadas de guitarra pesadas que Lavigne estava escrevendo, levando a gravadora a procurar outros produtores para combinar com suas demandas.
Dois anos desde que assinou o acordo, Lavigne chamou a atenção da equipe de produção de três membros The Matrix. A Arista não conseguiu encontrar a direção certa para Lavigne, então a gerente da equipe, Sandy Roberton, sugeriu que eles trabalhassem juntos. De acordo com a membro Lauren Christy, eles estavam ouvindo as primeiras músicas de Lavigne e sentiram que continham "um tipo de vibração de Faith Hill". Assim que viram Lavigne entrar em seu estúdio, The Matrix sentiu que a direção musical era incongruente a sua imagem e atitude. Depois de conversar com Lavigne durante uma hora, a cantora disse que queria músicas com inclinações punk rock. Eles disseram a ela para voltar no dia seguinte, e durante a tarde desse dia, eles escreveram uma música que evoluiu para "Complicated" e outra música chamada "Falling Down". Eles mostraram para Lavigne quando ela voltou no dia seguinte, eles a mostrou o caminho no qual ela deveria seguir.
Quando Josh Sarubin, o executivo da A&R que assinou com Lavigne, para a gravadora, ouviu a música, ele sabia que isso era o certo para ela. Lavigne apresentou a música para Reid, que concordou com a direção musical que Lavigne e The Matrix estavam tomando, e definiu "Complicated" como o carro chefe do álbum.

## Composição
"Complicated" é uma música sobre como as pessoas podem fingir ou fugir na frente dos outros. Lavigne comentou sobre a música: "As pessoas às vezes me incomodam como elas não são reais e como elas são, como, colocar um rosto e ser de duas faces". Lavigne afirmou que percebeu isso com ex-namorados e amigas.

## Opinião da crítica
| Críticas profissionais | Críticas profissionais |
| Avaliações da crítica  | Avaliações da crítica  |
| Fonte                  | Avaliação              |
| ---------------------- | ---------------------- |
| MSN Music              | [ 18 ]                 |
| Allmusic               | [ 19 ]                 |
| Starpulse              | [ 20 ]                 |
| ARTISTdirect           | [ 21 ]                 |
| Ukmix                  | [ 22 ]                 |
| Entertainment Weekly   | (B-)                   |
| MTV                    | Positivo               |
| EW                     | B-                     |

O site britânico UkMix, dos críticos Matthew Dixon e Neil Fanning, publicou que "foram lançadas boas cantoras de pop rock em 2002 e a que mais se destacou foi Avril Lavigne, com 'Complicated'", uma canção que, em sua visão, "tomava o estilo musical de Alanis Morissette e o renovava, tornando-o ligeiramente mais acessível", e que o single é "mais simples, cativante" e "obteve um bom desempenho nas paradas musicais do mundo todo".
Christina Saraceno, do portal de resenhas Allmusic, a avaliou com três estrelas e meia, dizendo que "esse é um single de pop rock muito precioso, com um refrão 'matador'". Saraceno disse que "ao escutar cuidadosamente, poderá perceber que 'Complicated' é uma melodia quando cantada, além de soar familiar e simpática", e finalizou afirmando que se "parece muito com a música 'Don't Let Me Get Me', da cantora Pink. No entanto, a canção de Avril é um hit que nocauteou as rádios".
Em uma resenha feita no ano de lançamento do single, o site Entertainment Weekly, do conglomerado CNN, deu uma nota "B-" para a música, dizendo que a Avril "não estava brincando com o título da música" e que ela "criava uma novo exemplo de rock feminino" e começava "uma nova competição na música". Disse ainda que "alguns artistas novos falam que não é aconselhável agir como eles, e Lavigne é um deles". Continuou afirmando que a canção está "cheia de memórias recentes", que "o videoclipe se parece muito com o estilo da banda Blink-182" e eles "iniciam um movimento anti-Britney Spears". Em 2010, esse mesmo site escreveu que "Complicated" foi um "hino para todas as meninas do ensino ensino médio daquela época" e que "anos depois, mesmo após Avril ter lançado outros dois álbuns de estúdio e projetado o seu quarto, esse single ainda é o melhor já feito pela canadense".
| “ | Mesmo se ela nunca vender sequer uma cópia de outro álbum, sempre terá "Complicated", legitimamente louvada como um dos melhores singles da década passada. | ” |

Já a rede de televisão MTV disse, em 2010, que o single  "é uma balada de pop-punk que veio junto com um videoclipe, agora ícone, que definiu tudo o que Avril foi em 2002. Essa canção foi uma revelação, pois apesar de ter sido produzida como o resto da música pop no rádio, tinha uma auto-consciência". Uma opinião semelhante ao do portal brasileiro Pílula Pop, que avaliou "Complicated" como uma das melhores músicas do álbum Let Go.

## Produção da canção e videoclipe

Várias capturas do clipe

A canção foi escrita por Lauren Christy, Graham Edwards, Matrix, Scott Spock, além da própria cantora. Ela não foi composta para alguém em especial, mas com a intenção de falar sobre "os relacionamentos da vida e como algumas pessoas são falsas".
O videoclipe foi dirigido por The Malloys em fevereiro de 2002 e custou mais de um milhão de dólares. Nele, é mostrado Avril em duas situações: uma ao ar livre, tocando com sua banda inicial, entre eles o seu até então guitarrista Evan Taubenfeld e o primeiro integrante a sair do grupo, Mark Spicoluk; a outra parte do vídeo ocorre dentro de um shopping, com atitudes rebeldes, como estragar todos os petiscos grátis, interromper o almoço de um segurança e os meninos do grupo experimentando roupas de mulher. Avril também mostrou seu lado skatista logo no início do clipe.

## Desempenho da canção
O hit "Complicated" ficou em primeiro lugar na Canada Airplay BDS do Canadá, na RIANZ da Nova Zelândia (por nove semanas consecutivas), na Austrália por seis semanas, na ARIA Charts, na IRMA da Irlanda, no Brasil, na Argentina e na Espanha. Ficou em segundo lugar no Tokio Hot 100 do Japão, na Ö3 Austria Top 40 da Áustria, e na Suécia na Sverigetopplistan. Além disso, alcançou a segunda posição na Billboard Hot 100 e na Inglaterra na UK Singles Chart, quarto na Holanda, no MegaCharts, e 21º na França.
Um artigo publicado pelo jornal da universidade de "Rhode Island", da Islândia, fez um balanço das melhores músicas de 2002 e "Complicated" foi o 2º melhor, segundo avaliação do jornal, que colocou também "I'm a Slave 4 U", da Britney Spears, entre outros artistas que lançaram canções no ano. A revista Blender fez uma lista das "500 melhores canções de todos os tempos", onde "Complicated" ficou na 182ª posição. O The Province, tablóide do Canadá, elegeu "Complicated" como melhor hit feito por um artista canadense e disse que Avril "obteve mais impacto do que poderia ter sido esperado".
O site Top40-charts fez um top anual das paradas oficiais de cada país em 2002, no qual "Complicated" esteve presente nas mais tocadas no ano. No Brasil, foi a segunda mais tocada, assim como no Canadá, terceira na Itália, oitava no Tokio Hot 100 no Japão e na ARIA Chart da Austrália. Uma parada musical nomeada The Mediabase Top 100, feita pelo site "Pop Rádio" dos Estados Unidos, lista as músicas mais tocadas nas principais rádios desde 1999 até hoje, e "Complicated" está na 18º posição com mais de 980.259 execuções desde sua estreia (2002) até o dia 20 de setembro de 2009. Na parada da Billboard Hot 100 Chart And The Year, "Complicated" ficou na posição 13°. A canção foi certificada com Disco de Ouro na Noruega por mais de 10 mil em vendas, segundo a IFPI Noruega, na Áustria com a mesma premiação pela IFPI Áustria, devido a mais 15 mil exemplares comercializados, e mais de 20 mil CD singles na Suíça, também com Disco de Ouro pela Swiss Charts em 2002.
A revista Rolling Stone, dos Estados Unidos, fez uma lista das 100 melhores músicas entre 2000 e 2009, na qual "Complicated" ficou em 8º lugar. No Canadá, o jornal Winnipeg Press colocou a canção como a melhor da década na categoria de Single Canadense Mainstream.
O site About.com, do conglomerado The New York Times, fez uma lista das 100 melhores músicas da década de 2000. A canção "Complicated" ficou na 11º posição, com o site dizendo que "o hit e a sua composição eram impressionantes no mundo pop". A canção "Complicated" faz parte do álbum nomeado de "101 Power Ballads" lançado nos Estados Unidos em 2008, que contém seis discos ao todo, estando presente no terceiro disco. A música fez parte do jogo nomeado de Lips para karaokê e para Xbox 360, PSP, PlayStation 2, e também do Echochrome, para os mesmos videogames.
"Complicated" venceu na categoria de "Melhor Hit" em 2002, no MTV Video Music Awards e no Juno Awards de 2003. No mesmo ano, nos Estados Unidos, essa canção foi indicada no Grammy Awards nas categorias de "Melhor Vocal Feminino" e "Hit do Ano", porém não levou nenhum dos prêmios. No Brasil, esse hit foi indicado no VMB na categoria do melhor vídeo do ano em 2003.
Em 14 de maio de 2012, a hastag 10 Years Complicated ficou em primeiro lugar nos assuntos mais falados mundialmente no Twitter. No Japão esse single foi certificado com disco de ouro pelas mais de 100 mil cópias vendidas, segundo o RIAJ.

## Faixas e versões
Existem duas versões do single "Complicated" para a Europa. Ambas possuem a canção homônima e o b-side "I Don't Give", mas a segunda versão também inclui o videoclipe do single e uma terceira canção: "Why". Na Austrália, a Artista lançou a canção "Complicated" de forma mixada pelo grupo musical The Matrix, além de outras duas faixas na versão original. A gravadora lançou, ainda em 2002, uma versão alternativa que contém duas versões remixadas, a primeira pelo grupo musical anterior e a segunda por Tom Lord-Alge, além de cenas extras.
| Complicated (versão da Europa) |                            |                          |         |  |
| N.º                            | Título                     | Compositor(es)           | Duração |  |
| 1.                             | "Complicated"              | Avril Lavigne/The Matrix | 4:05    |  |
| 2.                             | "I Don't Give"             | Avril Lavigne            | 3:38    |  |
| 3.                             | "Why"                      | Avril Lavigne            | 4:00    |  |
| 4.                             | "Complicated" (videoclipe) |                          |         |  |

| Complicated (versão da Europa) |                                          |                             |         |  |
| N.º                            | Título                                   | Compositor(es)              | Duração |  |
| 1.                             | "Complicated" (mixada por Tom Lord-Alge) | Avril Lavigne/Tom Lord-Alge | 4:05    |  |
| 2.                             | "I Don't Give"                           | Avril Lavigne               | 3:38    |  |

| Complicated (versão da Austrália) |                                       |                          |         |  |
| N.º                               | Título                                | Compositor(es)           | Duração |  |
| 1.                                | "Complicated" (mixada por The Matrix) | Avril Lavigne/The Matrix | 4:05    |  |
| 2.                                | "I Don't Give"                        | Avril Lavigne            | 3:38    |  |
| 3.                                | "Why"                                 | Avril Lavigne            | 4:00    |  |

| Complicated (versão alternativa) |                                                   |                             |         |  |
| N.º                              | Título                                            | Compositor(es)              | Duração |  |
| 1.                               | "Complicated" (mixada por The Matrix)             | Avril Lavigne/The Matrix    |         |  |
| 2.                               | "Complicated" (mixada por Tom Lord-Alge)          | Avril Lavigne/Tom Lord-Alge |         |  |
| 3.                               | "Suggested Call Out Research Hook" (cenas extras) |                             |         |  |

## Posições nas paradas musicais
| País/Parada musical (2002)                          | Melhor posição |
| --------------------------------------------------- | -------------- |
| Mundo - World Chart Show                            | 1(2x)          |
| Mundo - World Jazz Top 20 Singles                   | 1              |
| Mundo - United World Chart                          | 4              |
| Estados Unidos - Radio+Records Airplay - CHR/Top 40 | 1(8x)          |
| Estados Unidos - Billboard Adult Top 40             | 1(16x)         |
| Estados Unidos - Radio+Records Airplay - Hot AC     | 1(16x)         |
| Japão - Osakan Hot 100                              | 1              |
| Hong Kong - Parada de Singles                       | 1              |
| Nova Zelândia - RIANZ                               | 1(9x)          |
| Noruega - VG-lista Top 40                           | 1              |
| Venezuela - Record Report                           | 1              |
| Brasil - Top 100                                    | 1(3x)          |
| Austrália - ARIA Charts                             | 1(6x)          |
| Espanha - Promusicae Top 50                         | 1              |
| Irlanda - Irish Charts                              | 1              |
| Argentina - Top 20                                  | 1              |
| Canadá - Canada Airplay BDS                         | 1              |
| Canadá - Canadian Hot 100                           | 1              |
| Japão - Tokio Hot 100                               | 2(2x)          |
| Itália - FIMI                                       | 2              |
| Suíça - Swiss Chart                                 | 2              |
| Suécia - Sverigetopplistan                          | 2              |
| Áustria - Ö3 Austria Top 40                         | 2(6X)          |
| Europa - Top 200                                    | 2              |
| Estados Unidos - Billboard Hot 100                  | 2              |
| Alemanha - Germany Top 100 Singles                  | 3              |
| Reino Unido - UK Singles Chart                      | 3              |
| Países Baixos - MegaCharts                          | 4(3X)          |
| Estados Unidos - Billboard Adult Contemporary       | 13             |
| Turquia - 40 Haramiler                              | 14             |
| Finlândia - Mitä hittiä                             | 17             |
| - Billboard Latin Pop Airplay                       | 20             |
| França - SNEP                                       | 21             |
| Canadá - Top 40 Singles                             | 22             |
| - Billboard Latin Tropical/Salsa Airplay            | 28             |
| Estados Unidos - Billboard Rhythmic Top 40          | 30             |

| País/Parada musical (2002)              | Melhor posição |
| --------------------------------------- | -------------- |
| Nova Zelândia - RIANZ                   | 1              |
| Brasil - Top 100                        | 2              |
| Canadá - Canadian Hot 100               | 2              |
| Itália - Hot 100                        | 3              |
| El Salvador - Hot 110                   | 4              |
| Letónia - Hot 500                       | 5              |
| Estados Unidos - Radio & Records Hot AC | 5              |
| Japão - Tokio Hot 100                   | 8              |
| Austrália - ARIA Chart                  | 8              |
| Brasil - Top 100 Songs of 2002          | 9              |
| Chile - Hot 50                          | 9              |
| Taiwan - Hot 100                        | 9              |
| Suíça - Swiss Chart                     | 9              |
| Estónia - Raadio 2                      | 9              |
| Estados Unidos - Billboard Hot 100      | 11             |
| Croácia - Otvoreni                      | 14             |
| Dinamarca - Hot 100                     | 15             |
| Japão - Osakan Hot 100                  | 16             |
| Argentina - Top 100 Argentina           | 21             |
| Áustria - Hot 100                       | 22             |
| Bélgica - Hot 100                       | 23             |
| Noruega - Hot 100                       | 24             |
| Alemanha - Hot 200                      | 21             |
| Suécia - Top 100                        | 30             |
| Dinamarca - IFPI Dinamarca              | 30             |
| Reino Unido - UK Singles Chart          | 36             |
| Espanha - Hot 100                       | 47             |
| Grécia - Hot 100                        | 73             |
| Europa - Top 100                        | 12             |
| Mundo - Top Hits Online                 | 1              |
| Mundo - World Adult Top 20 Singles      | 7              |
| Mundo - Solid Gold                      | 39             |
| País/Parada musical (2003)              | Melhor posição |
| Brasil - Top 100 Songs of 2003          | 95             |

| País/Associação            | Certificação | Vendas   |
| -------------------------- | ------------ | -------- |
| Reino Unido - BPI          | Prata        | 200 000+ |
| Austrália - ARIA           | 2× Platina   | 140,000+ |
| Brasil - ABPD              | Platina      | 100,000+ |
| Japão - RIAJ               | Ouro         | 100,000+ |
| Noruega - IFPI Noruega     | Platina      | 20,000+  |
| Nova Zelândia - RIANZ      | Platina      | 15,000+  |
| Suíça - Swiss Charts       | Ouro         | 20,000+  |
| Áustria - IFPI Áustria     | Ouro         | 15,000+  |
| Bélgica - Ultratop         | Ouro         | 10,000+  |
| Suécia - Sverigetopplistan | Ouro         | 10,000+  |

## Prêmios
Lavigne ganhou o prêmio de Melhor Artista Revelação no MTV Video Music Awards de 2002, por "Complicad". "Complicad" ganhou na categoria Single do Ano no Juno Awards de 2003. Nos Estados Unidos, a música foi nomeada ao Grammy Awards de 2003, por Melhor Desempenho Vocal Pop Feminino e Canção do Ano; Mas perdeu os dois prêmios para "Don't Know Why" de Norah Jones. No Brasil, foi indicado a categoria de melhor videoclipe internacional no MTV Video Music Brasil de 2003.
| Ano  | Cerimônia                              | Nomeação                                           | Resultado |
| ---- | -------------------------------------- | -------------------------------------------------- | --------- |
| 2002 | MTV Video Music Awards                 | Best New Artist in a Video                         | Venceu    |
| 2003 | Grammy Awards                          | Best Female Pop Vocal Performance                  | Indicado  |
| 2003 | Grammy Awards                          | Song of the Year                                   | Indicado  |
| 2003 | Juno Awards                            | Single of the Year                                 | Venceu    |
| 2003 | MTV Video Music Awards Japan           | Best New Artist Video                              | Venceu    |
| 2003 | MTV Video Music Awards Japan           | Video of the Year                                  | Indicado  |
| 2003 | MTV Video Music Awards Japan           | Best Female Video                                  | Indicado  |
| 2003 | BMI Awards                             | Best Pop Song                                      | Venceu    |
| 2003 | ASCAP Film and Television Music Awards | Best Pop Song                                      | Venceu    |
| 2003 | Radio Music Awards                     | Song of the Year (Modern Adult Contemporary Radio) | Venceu    |
| 2003 | Ivor Novello Awards                    | International Hit of the Year                      | Venceu    |
| 2003 | Canadian Radio Music Awards            | Best New "CHR" Solo                                | Venceu    |
| 2003 | Canadian Radio Music Awards            | Best New Solo "Mainstream AC / Hot AC"             | Venceu    |
| 2003 | Socan Awards                           | Pop Music Award                                    | Venceu    |
| 2003 | MTV Video Music Brasil                 | Melhor Videoclipe Internacional                    | Venceu    |
| 2011 | EVMA 2011                              | Video of the Decade                                | Venceu    |
| 2016 | VEVO Certified                         | 100,000,000 views                                  | Venceu    |